# Dorymyrmex confusus
Dorymyrmex confusus é uma espécie de formiga do gênero Dorymyrmex.